# Affaire Brice Taton
L'affaire Brice Taton concerne un supporter du Toulouse Football Club, né le 1er mai 1981, violemment agressé le 17 septembre 2009 à Belgrade en marge du match de football entre le Partizan Belgrade et le Toulouse FC et mort douze jours plus tard des suites de ses blessures, le 29 septembre 2009, à 28 ans.
Le virage Est du Stadium de Toulouse a été baptisé Virage Brice Taton en son honneur.

## Biographie
Né le 1er mai 1981 à Toulouse, Brice Taton fait ses études dans la même ville et travaille en 2009 dans un magasin Gifi de Plaisance-du-Touch,, dans la proche banlieue toulousaine où il vit.
Il est par ailleurs un fervent supporter du Toulouse Football Club. Il rejoint le principal groupe de supporters du club, les Indians Tolosa 93, en 2001, et est trésorier de l'association de 2004 à 2006. Il est également un des membres fondateurs du club de foot Forza Viola FC qui regroupe des fans du club toulousain.

## Agression
Le 17 septembre 2009, le Toulouse Football Club se déplace à Belgrade pour y rencontrer le Partizan Belgrade dans le cadre de la première journée de la phase de groupes de la Ligue Europa 2009-2010. Quelques heures avant le match dont le coup d'envoi est prévu à 21h, un groupe d'une dizaine de supporters toulousains parmi lesquels Brice Taton patiente dans un bar du centre-ville de la capitale serbe (l'Irish Pub) rue Obilićev venac qu'ils fréquentent depuis quelques jours,,. Alors qu'ils ne sont pas particulièrement démonstratifs le groupe est violemment agressé par une bande d'une vingtaine de Serbes identifiés comme supporters du Partizan. Ils sont armés de barres de fer, de chaînes de vélo, de battes de baseball et de torches fumigènes,. La plupart des Français arrivent à s'enfuir mais trois d'entre eux, dont Philippe Maury et Brice Taton, ainsi qu'un Serbe qui tentait de s'interposer sont blessés et emmenés à l'hôpital.
Roué de coups, piétiné, pressé contre une clôture métallique puis finalement jeté au bas d'un mur de plus de quatre mètres au pied d'un escalier, Brice Taton est finalement retrouvé grièvement blessé à la tête et au thorax,,. Si les deux autres Français et le Serbe peuvent rapidement quitter l'hôpital ce n'est pas le cas de Brice Taton. Drago Jovanović - le porte-parole de l'hôpital où Brice Taton est opéré en urgence - annonce rapidement que mis à part l'aorte presque tous ses organes vitaux ont été touchés pendant l'agression et refuse de s'engager sur un pronostic,. Le samedi il subit une deuxième opération neurochirurgicale et reste plongé dans un coma artificiel et traité aux soins intensifs, dans un état stable mais grave . Puis son état s'aggrave, notamment avec des complications pulmonaires puis une perte progressive des fonctions cérébrales et des fonctions vitales.
Le 29 septembre 2009 le Centre médical de Belgrade annonce la mort du Toulousain, douze jours après son agression, entrainant de vives réactions en France, jusqu'à la secrétaire d'État aux sports, Rama Yade, qui réclame justice.
Malgré neuf ans d'enquêtes et de procès, les motivations comme les circonstances de l'agression ne sont pas complètement claires.
En plus de ce premier match de la phase de groupe de la coupe de l'UEFA (mais pas le premier match du club dans la compétition qui est passé par deux tours de qualifications) le jeudi, Belgrade devait aussi être le siège de la Gay Pride le dimanche, dans un climat de très grandes tensions. À tel point qu'elle sera finalement annulée,. Une des hypothèses est que la bande d'agresseurs était en ville pour manifester contre la gay pride voire essayer de nuire à la manifestation, mais que dissuadés par l'importance du dispositif policier entourant l'évènement ils se soient « rabattus sur une proie plus facile ».
Une autre hypothèse, étayée par les témoignages de certains des accusés, est que la bande de hooligans serbes cherchait à se battre contre une hypothétique bande de supporters toulousains indépendants, dont certains membres seraient proches des Indians, adeptes des bagarres de rue en marge des matchs, et qu'ils auraient pris Brice Taton et sa bande d'amis pacifiques pour ceux-ci.
Par ailleurs, le journal croate Novi List avance par la voix de son journaliste Branko Mijić que l'agression contre les Français serait l'œuvre d'anciens de milices serbes en représailles aux frappes de l'Otan sur Belgrade en 1999 dans le cadre de l'Opération Force alliée suite du massacre de Račak. Cette hypothèse est rejetée par Predrag Simić, le président des Grobari, qui pense lui que les agresseurs ont répondu par la violence à ce qu'ils ont perçu comme une provocation : la présence de supporters adverses sur « leur » territoire.
Lors du premier procès, la présidente du tribunal de Belgrade, Mirjana Ilic, a jugé que les hooligans du Partizan avaient « mené une véritable expédition punitive avec une préparation digne des attaques commandos pour agresser et tabasser les Toulousains. Regroupés dans un jardin public, une quarantaine de ces hooligans serbes emmenés par Puzigaca et Grković ont d'abord distribué des masques, des battes de base-ball et des fumigènes avant de fondre sur le groupe de Français en criant « Toulouse, Toulouse ! ». ». Qu'ils ont « encerclé Brice Taton en faisant en sorte qu'il ne puisse pas s'échapper. », qu'ils l'ont « passé à tabac et frappé à coups de battes, de bouteilles et de verres à la tête et au thorax, Brice Taton a été traîné jusqu'à un escalier, devant le bar, puis jeté d'un escalier de plus de quatre mètres de haut alors qu'il suppliait en criant « stop, stop. » ». Néanmoins les avocats de la défense ont réfuté ce scénario.
Rapatrié en France peu de temps après sa mort, Brice Taton a finalement pu être inhumé fin décembre 2011.

### Procès

#### 2009
L'agression s'étant déroulée dans un lieu public, la police a pu recueillir de nombreux témoignages dont ceux des supporters toulousains qui conduisent dès le vendredi à l'arrestation de dix personnes. Âgés de 17 à 27 ans les suspects, certains sont déjà connus des services de police et neuf d'entre eux sont placés en détention préventive pour trente jours,,. Le ministère de la justice serbe fait alors par la voie de son ministre Ivica Dačić preuve d'optimisme quant à la résolution rapide de l'affaire. Le premier ministre, Boris Tadić, promet quant à lui une grande fermeté et sévérité et parle de « tentative de meurtre aggravée » ou de « tentative de meurtre avec préméditation », un crime passible en Serbie de trente à quarante années de réclusion criminelle.
Mais l'enquête se révèle plus complexe que prévu. Fin octobre cinq nouveaux témoins sont convoqués mais seul l'un d'eux se présente et son témoignage ne fait pas progresser l'enquête. Les suspects sont de nouveaux entendus mais aucun n'admet être responsable de la mort de Brice Taton.

#### 2010
La première session du premier procès a lieu du 21 au 29 avril 2010. Quatorze supporters du Partizan sont inculpés pour « meurtre aggravé » mais deux d'entre eux, Đorđe Prelić et Dejan Puzigaca, sont en fuite. Un quinzième inculpé est accusé d'avoir aidé les agresseurs,.
Une deuxième session doit avoir lieu en septembre mais démarre finalement un peu plus tard. Au cours de celle-ci les images de vidéo-surveillance du centre-ville sont visionnées. Si elles ne montrent pas l'agression en elle-même, elles permettent d'identifier plusieurs des suspects présents sur les lieux au moment du drame, notamment aux abords de l'escalier qui sera fatal au Français. Toujours au cours du procès le médecin légiste Đorđe Alimpijević écarte plusieurs des thèses avancées par la défense. Il explique que Brice Taton est arrivé aux urgences avec l'aorte fissurée, rendant son opération indispensable, réfutant ainsi les sous-entendus de la défense qui accusent cette opération prétendument inutile d'être la vraie cause de la mort et tentent de rejeter la faute sur l'hôpital. Il affirme également qu'au vue de la trajectoire de la chute le Français a été poussé ou jeté dans les escaliers, au contraire de ce qu'avance la défense qui prétend qu'il aurait enjambé lui-même le parapet en haut de la cage d'escalier.

#### 2011
Le verdict de ce premier procès est finalement rendu en janvier 2011 par la présidente du tribunal de Belgrade Mirjana Ilic, et il est aussi sévère qu'annoncé par le gouvernement un an auparavant. Les quatorze accusés sont jugés coupables et écopent de peines allant de quatre à trente-cinq ans de prison (pour un total de deux cent quarante ans). Le tribunal n'a pas pu déterminer qui a poussé ou jeté Brice Taton du haut de l'escalier ni identifier formellement les auteurs des coups, mais a jugé qu'ils étaient tous responsables de leurs actes, et tous coupables,. Đorđe Prelić, Dejan Puzigaca, les deux suspects en fuite, et Ivan Grković sont considérés comme les principaux meneurs et organisateurs de l'attaque du groupe de toulousains. Ils écopent respectivement de trente-cinq, trente-deux et vingt-neuf ans de prison.
À l'annonce du verdict la police doit évacuer les familles des accusés de la salle. Celles-ci dénoncent une décision purement « politique » où les preuves « ont été inventées. ».
L'ensemble des condamnés fait appel de cette première décision.
Le procès en appel débute en automne 2011. Il voit la défense d'un des deux condamnés par contumace présenter un nouveau témoin : la femme qui aurait passé l'appel aux urgences pour signaler Brice Taton. Elle déclare qu'il est tombé du mur et non qu'il a été poussé.

#### 2012
En janvier 2012, le verdict du procès en appel est rendu. Les peines sont fortement réduites par rapport au premier jugement. Les quatorze Serbes sont toujours reconnus coupables de l'agression mais ne sont plus condamnés qu'à des peines allant de quatre à quinze ans de réclusion. Les accusés présents aux procès ont continué a nier leur implication directe, affirmant que Brice Taton est tombé seul et qu'ils n'ont été que témoins, voire qu'ils n'étaient pas sur place. Đorđe Prelić, considéré comme l’ex-chef de file du groupe de supporters Alcatraz et Dejan Puzigaca sont toujours en fuite à l'heure du procès, et de nouveau condamnés par contumace,.
Cet allègement de peine est accueilli assez difficilement par la famille de Brice Taton mais aussi en Serbie.
Les parents de Brice Taton annoncent en février que leur avocat va « lancer une procédure en dommages et intérêts contre l'État serbe pour manquement grave aux règles de sécurité et d'encadrement à l'occasion d'une rencontre sportive » en soulignant que les autorités serbes avaient connaissance du comportement violent de certains supporters serbes . Ils demandent 300 000 euros de dommages et intérêt.

#### 2013
Le 28 février 2013, le premier ministre serbe Ivica Dačić annonce l'arrestation à Barcelone de Đorđe Prelić, un des deux condamnés en fuite. Il a été interpellé pour « mise en danger d'autrui, vol de voiture et détention d'un faux passeport » et identifié grâce à ses empreintes digitales et le mandat d'arrêt international émis par les autorités serbes depuis 2009. Il avait été condamné à trente-cinq ans de prison en première instance et quinze en appel.

#### 2014
En mai 2014, les parents de Brice Taton renoncent finalement à leur plainte de 2012 contre l'état serbe devant la lenteur de la procédure, et le risque de perdre leur éligibilité au fond de dédommagement des familles français.
Par ailleurs, Prelić est extradé vers la Serbie pour y être rejugé en sa présence.

#### 2015
Le 12 septembre 2015, c'est au tour de Dejan Puzigaca, le dernier fugitif, d'être arrêté. Il est interpellé à l’aéroport d’Athènes à l’arrivée d’un vol en provenance de Thaïlande. Déguisé en moine il s'est présenté avec un faux passeport slovène. Comme pour son comparse deux ans plus tôt, la vérification de ses empreintes digitales par la police grecque ont permis son identification via le mandat d'arrêt international émis à son encontre. Il avait été condamné à trente-quatre ans de prison en première instance et quatorze en appel.

#### 2016
En avril 2016, Dejan Puzigaca est extradé vers la Serbie, pour y être rejugé.

#### 2017
Rejugé en sa présence, Đorđe Prelić est condamné en première instance le 7 juin 2017 à douze ans de prison après un procès commencé en avril. Cette peine est inférieure aux quinze ans prononcés en appel, et quasiment trois fois moins que la peine de trente-cinq ans initiale,,,. Néanmoins, Maître Slobodan Ružić, l'avocat de la famille Taton, est satisfait de voir que le tribunal a su résister aux pressions exercées (selon lui) pour que le meurtre soit requalifié en accident.

#### 2018
Lors du second procès en appel de Prelić, sa peine est encore réduite à dix ans de prison. La cour d'appel justifie ce verdict par des « circonstances atténuantes », « le casier vierge » de l'accusé et le fait qu’il ait dévoilé certains faits qui ont permis à la cour de déterminer les circonstances exactes de l’événement,,.

### Conséquences sportives
En 2007, le club du Partizan Belgrade avait été exclu des compétitions de l'UEFA (en l'occurrence la Coupe de l'UEFA) après que des incidents sont survenus (dans le stade) lors d'une rencontre face au club bosniaque du HŠK Zrinjski Mostar,. Mais l'agression de Brice Taton ayant eu lieu en ville, la responsabilité du club ne peut être engagée. Elle n'a donc pas de conséquence directe pour l'équipe du Partizan (pas de sanction de la part de l'UEFA comme des amendes ou une suspension de stade), l'UEFA a néanmoins recommandé au club serbe de ne pas organiser de déplacement de supporters pour le match retour (le 3 décembre 2009) à Toulouse. Le club s'est conformé à cette requête, et le jour du match ses dirigeants sont allés déposer une gerbe de fleurs sur la tombe de Brice Taton.
Deux ans plus tard, l'autre club de Belgrade, et grand rival du Partizan, l'Étoile rouge de Belgrade s'est trouvé dans le même groupe d'Europa League qu'un autre club de Ligue 1, le Stade rennais. À cette occasion, le président de l'Étoile Rouge a écrit un communiqué visant à se démarquer de son rival et à rassurer les supporters français, en les invitant à se déplacer dans la capitale serbe et en les assurant du meilleur accueil.

## Hommages

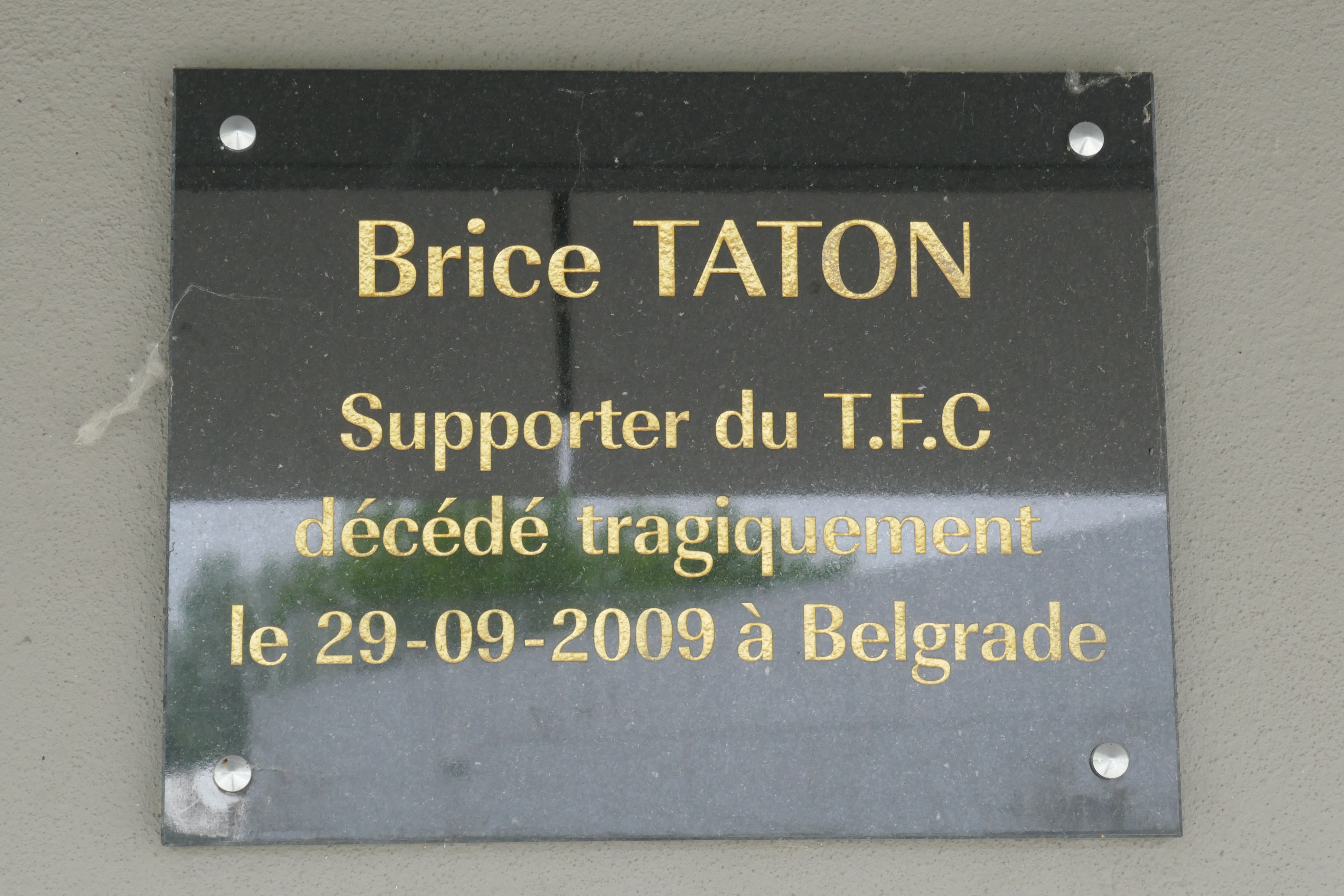
Plaque Commémorative à l'entrée du virage Brice Taton.

Après l'agression de Brice Taton, durant sa période de coma, les soutiens se sont multipliés en France et bien sûr à Toulouse, mais aussi à Belgrade et en Serbie en général, et jusqu'aux États-Unis.
Ces marques de soutien se sont amplifiées à l'annonce de sa mort, le 29 septembre 2009, notamment depuis la Serbie.
Peu de temps après sa mort, « l'association Brice Taton » est créée pour soutenir sa famille et l'aider financièrement à l'accomplissement des longues démarches judiciaires à venir. Dans le même esprit de soutien moral et financier à la famille, à l'occasion de la rencontre de Ligue 1 face à Lorient le 4 octobre 2009 le club reverse l'intégralité de la recette du match à la famille de Brice Taton et offre des places pour le match en échange d'un don à la famille.
En octobre 2009, la station thermale de Vrnjačka Banja dans le centre de la Serbie annonce qu'elle souhaite donner à l'une de ses rues, la Banjska promenada, le nom de Brice Taton, ; néanmoins cette annonce semble rester sans effet.
Le 5 novembre 2009 à l'occasion du match Toulouse FC-Chakhtar Donetsk le virage est du Stadium de Toulouse est rebaptisé Virage Brice Taton, et une plaque commémorative est dévoilée, avec l'inscription « Brice Taton, supporter du TFC décédé tragiquement le 29 septembre 2009 à Belgrade ». La cérémonie se déroule en présence de sa famille, de la direction du Toulouse football Club, et de nombreux supporters,,,. Une autre plaque commémorative est dédiée à sa mémoire dans le centre-ville de Belgrade. Inaugurée le 17 septembre 2010 en présence du maire de la ville et de l'ambassadeurs de France en Serbie, elle affiche en serbe et en français l'inscription « À la mémoire de Brice Taton. Il aimait la fraternité du sport. Victime innocente d'une violence aveugle. ».
Le 17 octobre 2012, le terrain numéro 5 du Stadium de Toulouse, terrain d'entrainement privilégié des joueurs du TFC, est renommé terrain Brice Taton. l'inauguration se fait en présence des parents, du président du club et du maire de la ville. En août 2011 est présenté lors du sixième sommet international des jeunes dans les médias organisé à Belgrade par l'ONG serbe le « Centre serbe pour l'éducation dans les médias » un court métrage en hommage à Brice Taton contre la violence dans les stades.
Depuis sa mort, les Indians Tolosa,,, le club, la mairie de Toulouse, certains supporters célèbres comme les rappeurs Bigflo et Oli, mais également les supporters anonymes d'autres clubs commémorent régulièrement sa mémoire au travers de différentes manifestations. Une chanson dédiée à son souvenir est notamment régulièrement chantée dans le virage qui porte désormais son nom,.
Pour la saison anniversaire des dix ans de l'agression et de la mort de Brice Taton, le prénom Brice est inscrit en noir sur le col du maillot domicile du Toulouse FC de la saison 2019 / 2020. Lors de la rencontre de Ligue 1 du 5 octobre 2019, premier match après le dixième anniversaire de sa mort, les joueurs portent un maillot spécial noir, floqué du nom de Brice. Le virage à son nom est complet pour l'occasion et déploie au moment du coup d’envoi un énorme tifo à son effigie. Le chanteur Oli vient participer aux chants aux côtés du capo des Indians.
Le 29 septembre 2024, lors de la rencontre TFC-OL un nouvel hommage est célébré en l'honneur de Brice Taton. Un tifo sur tout le virage Brice affiche son prénom, et tous les joueurs Toulousains portent un maillot floqués « Brice » pendant la rencontre.